# いいね!光源氏くん
『いいね！光源氏くん』（いいね ひかるげんじくん）は、えすとえむによる日本の漫画作品。『FEEL YOUNG』（祥伝社）にて、2015年12月号から2021年5月号まで連載された。FEEL COMICS swingから刊行されている。現代の日本を舞台に雑貨メーカーに勤務するOLの沙織と、突然タイムスリップして沙織の部屋に現れた光源氏との交流を描くラブコメディ。
NHK総合「よるドラ」枠でテレビドラマ化され、2020年4月4日から5月23日まで放送された。
2021年6月7日から28日まで、同枠で『いいね! 光源氏くん し〜ずん2』と題した続編が放送された。
2023年8月より舞台化され、東京・三越劇場で上演。

## 登場人物
藤原沙織（ふじわら さおり）
雑貨メーカーの企画課に勤務するOL。27歳。
髪をショート・ボブにしていることから当初は光源氏から尼だと誤解されていた。
光源氏（ひかるげんじ）
『源氏物語』の世界から現代にタイムスリップしてきた平安時代の貴族。和歌教室の講師をしながら沙織の部屋で同居する。プレイボーイ。感動すると短歌を詠む。抹茶スイーツに目がない。
藤原詩織（ふじわら しおり）
沙織の妹。キャバ嬢。
頭中将（とうのちゅうじょう）
光源氏同様、『源氏物語』の世界から現代にタイムスリップしてきた。光源氏に劣らぬプレイボーイ。カインの部屋で同居し、同じホストクラブでホストとして働く。源氏名は麻呂。
伊集院海斗（いじゅういん かいと）
ホスト。源氏名はカイン。しおりの友人。頭中将の同居人兼同僚。2人前の彼女が置いていった愛犬エルメスを飼っている。テレビドラマ版のエルメスはハリネズミ。
ヒカル
カインが勤めるホストクラブの看板ホスト。
フィリップ
親日家のアメリカ人。日本の古典文学の研究者。光源氏がアメリカに転移した際に知りあった。

## 書誌情報
- えすとえむ 『いいね！光源氏くん』 祥伝社〈FEEL COMICS swing〉、全5巻
  1. 2016年9月8日発行（同日発売[7]）、ISBN 978-4-396-76682-5
  2. 2019年1月9日発行（同日発売[8]）、ISBN 978-4-396-76756-3
  3. 2020年2月7日発行（同日発売[9]）、ISBN 978-4-396-76783-9
  4. 2020年5月27日発行（同日発売[10]）、ISBN 978-4-396-76792-1
  5. 2021年5月25日発行（同日発売[11]）、ISBN 978-4-396-76828-7

## テレビドラマ
NHK総合の「よるドラ」枠でテレビドラマ化され、2020年4月4日から5月23日まで毎週土曜23時30分から23時59分に放送された。全8巻。
新型コロナウイルス感染拡大の時期ではあったが、全て予定通り放送された。
2021年6月7日から28日まで『いいね! 光源氏くん し〜ずん2』と題した続編が毎週月曜22時45分から23時15分に放送された。
2024年1月1日の深夜から再放送の予定だったが能登半島地震の影響で延期され、2024年5月1日から5月5日まで再放送された。

### キャスト

#### 主要人物
- 光源氏 - 千葉雄大
- 藤原沙織 - 伊藤沙莉[3]
- 中将 - 桐山漣[13]
- 一条 - 一ノ瀬颯[5][14]（第2シーズン）
- 紫の上 - 紺野彩夏[5][14]（第2シーズン）
- 藤原詩織 - 入山杏奈
- カイン - 神尾楓珠[15]
- 安倍治明 - 小手伸也[16]
- フィリップ - 厚切りジェイソン[17]
- 沙織の母 - 榊原郁恵[17]

#### その他
- 宇都宮亜紀 - 小野寺ずる
- 小野健 - 西野太盛
- 橘広美 - 柴田杏花

#### ゲスト
複数巻登場の場合は括弧（）内に表記。

##### 第1シーズン
第一絵巻
- 警官A - 村上純（しずる）
- 警官B - 池田一真（しずる）
- 従者 - 中嶋ベン（第二絵巻）
- 美しい女人 - 中丸シオン（第二絵巻）
- 女性店員 - 宮島はるか
- 紫式部 - 戸田恵子（声）

第二絵巻
- 女優 - 武田玲奈
- 店のおばちゃん - 大島蓉子（最終絵巻）
- 俳優 - 川畑亮人
- TV番組司会者 - 倉沢学
- ティッシュ配りの女性 - 芽組瑛

第三絵巻
- 占い師 - 鳥居みゆき
- トラック運転手 - 藏内秀樹
- 愛子 - 杉浦琴乃
- 真奈美 - 小松美月
- 菜々 - 森下愛里沙
- 梨香 - 仁科咲姫

第四絵巻
- 勧誘する女性 - 氏家恵
- ママ - 高橋枝李
- 子ども - 森優理斗
- カップル女性 - 金山睦
- カップル男性 - 湯川尚樹

第五絵巻
- 舞香 - 福田麻貴（3時のヒロイン）
- ヒカル - 町井祥真（第六絵巻）
- 拓矢 - 寺田悠人（第六絵巻）
- 蘭丸 - 岩上隼也（第六絵巻）
- 富樫健司 - 田上晃吉
- 馬場 - 町成トク
- 那須 - 中川光男
- ひったくり犯 - 木村恭介
- みゆ - 高崎かなみ（第六絵巻）
- ゆかり - コトウロレナ

第七絵巻
- 黒服A - リー・デイビット・カーマイケル（第四、第六、最終絵巻）
- 黒服B - アントニオ・アンゲロフ（第四、第六、最終絵巻）

##### 第2シーズン
第三絵巻
- 舞香 - 福田麻貴（3時のヒロイン）
- ヒカル - 町井祥真
- 蘭丸 - 岩上隼也

### スタッフ
- 原作 - えすとえむ『いいね！光源氏くん』
- 脚本 - あべ美佳
- 音楽 - 小畑貴裕
- 劇中和歌 - 丹生谷真美
- 主題歌 - 岡崎体育 「ニニニニニ」（SME Records）[16]
- 演出 - 小中和哉、田中諭
- 制作統括 - 管原浩（NHK）、竹内敬明（テイク・ファイブ）、樋口俊一（NHK / 第2シーズン）
- プロデューサー - 本間桜子、上田由利奈
- 制作・著作 - NHK、テイク・ファイブ

### 放送日程

#### し～ずん1
| 放送回   | 放送日        | サブタイトル           | ラテ欄                                | 演出     |
| -------- | ------------- | ---------------------- | ------------------------------------- | -------- |
| 第一絵巻 | 2020年4月04日 | 平安のいけめん現る？   | ゆるーく笑える平安いけめん居候ラブ？  | 小中和哉 |
| 第二絵巻 | 4月11日       | ひもなのに朝帰り？     | ひもなのに朝帰り                      | 小中和哉 |
| 第三絵巻 | 4月18日       | だいえっとはお好き？   | スイーツ好きの君にだいえっと指令!?    | 田中論   |
| 第四絵巻 | 4月25日       | らいばるにご用心？     | らいばるのご用心                      | 田中論   |
| 第五絵巻 | 5月02日       | 恋は食品さんぷる?      | 平安風ホスト!? 恋の相手は食品サンプル | 田中論   |
| 第六絵巻 | 5月09日       | ないすとぅみーちゅー？ | ないすとぅーみーちゅー                | 小中和哉 |
| 第七絵巻 | 5月16日       | ばっくとぅ京都？       | ばっくとぅ京都？                      | 小中和哉 |
| 最終絵巻 | 5月23日       | 光くんばいばい?!       | ついに最終絵巻！ 光と沙織の行方は？   | 小中和哉 |

#### し～ずん2
| 放送回   | 放送日        | サブタイトル               | ラテ欄 | 演出     |
| -------- | ------------- | -------------------------- | ------ | -------- |
| 第一絵巻 | 2021年6月07日 | 光くんの妻あらわる？       |        | 小中和哉 |
| 第二絵巻 | 6月14日       | 平安貴族de初体験？         |        | 田中 諭  |
| 第三絵巻 | 6月21日       | はたらけ、光の君！         |        | 田中 諭  |
| 最終絵巻 | 6月28日       | いとをかし、ふぉ〜えば〜!? |        | 小中和哉 |

| NHK総合 よるドラ                          | NHK総合 よるドラ                                        | NHK総合 よるドラ                                                      |
| 前番組                                    | 番組名                                                  | 次番組                                                                |
| ----------------------------------------- | ------------------------------------------------------- | --------------------------------------------------------------------- |
| 伝説のお母さん （2020年2月1日 - 3月21日） | いいね！光源氏くん （2020年4月4日 - 5月23日）           | 腐女子、うっかりゲイに告る。（アンコール） （2020年6月13日 - 8月1日） |
| きれいのくに （2021年4月12日 - 5月31日）  | いいね! 光源氏くん し〜ずん2 （2021年6月7日 - 6月28日） | 古見さんは、コミュ症です。 （2021年9月6日 - 11月1日）                 |

## 舞台
2023年8月12日から8月19日まで東京・三越劇場で上演された。

### キャスト（舞台）
- 光源氏くん - 室龍太[19]
- 頭中将 - 冨岡健翔[19]
- 藤原沙織 - 矢島舞美[19]
- カイン - 長野凌大（原因は自分にある。）[20] / 小野寺晃良[20]
- 城内桃香 - 加藤夕夏[20]
- 藤原詩織 - 小泉遥香（超ときめき♡宣伝部）[20] / 矢野優花[20]
- フィリップ - 北村健人[20]
- 笹本絹代 - 小野寺ずる[20]
- 武坂むさか - 伊藤修子[20]

### スタッフ（舞台）
- 原作 - えすとえむ
- 脚本 - 岸本鮎佳（艶∞ポリス）[19]
- 演出 - 村上大樹[19]
- 美術 - 青木拓也
- 照明 - 斎藤真一郎
- 音響 - 尾林真里
- 衣裳 - 冨樫理英
- ヘアメイク - 中原雅子
- 演出助手 - 山下茜
- 舞台監督 - 大友圭一郎
- 宣伝 - フューチャー PR & MEDIA
- 宣伝アートディデクション - 大沢寿恵（citrolemon）
- デザイン - 神屋敷徹（citrolemon）
- 宣伝写真 - 加藤翔
- ホームページ - 友光徳明（Dadadelic）
- 票券 - Mitt
- 制作 - 本中野しのぶ
- 制作助手 - 仁科穂乃花（メディアミックス・ジャパン）
- プロデューサー - 池邉里枝（メディアミックス・ジャパン）、大沢寿恵（citrolemon）
- 企画製作 - 舞台『いいね!光源氏くん』製作委員会（MMJ / citrolemon）

### 日程（舞台）
- 2023年8月12日 - 19日、東京・三越劇場